# Tengella albolineata
Espèce
Synonymes
- Metafecenia albolineata F. O. Pickard-Cambridge, 1902

Tengella albolineata est une espèce d'araignées aranéomorphes de la famille des Zoropsidae.

## Distribution
Cette espèce est endémique du Guerrero au Mexique. Elle se rencontre à Amula.

## Description
Le mâle holotype mesure 12 mm.

## Publication originale
- F. O. Pickard-Cambridge, 1902 : Arachnida - Araneida and Opiliones. Biologia Centrali-Americana, Zoology, London, vol. 2, p. 313-424 (texte intégral).